# شهرستان جاینسا
شهرستان جاینسا (به لاتین: Jainca County) یک منطقهٔ مسکونی در چین است که در ولایت خودمختار هوانگنان تبتی واقع شده‌است. شهرستان جاینسا ۱٬۷۱۴ کیلومتر مربع مساحت و ۵۵٬۳۲۵ نفر جمعیت دارد و ۱٬۹۹۰ متر بالاتر از سطح دریا واقع شده‌است.